# Pierre Firens
Pierre Firens (1580-1638) est un graveur, éditeur et marchand d'estampes franco-flamand.

## Biographie

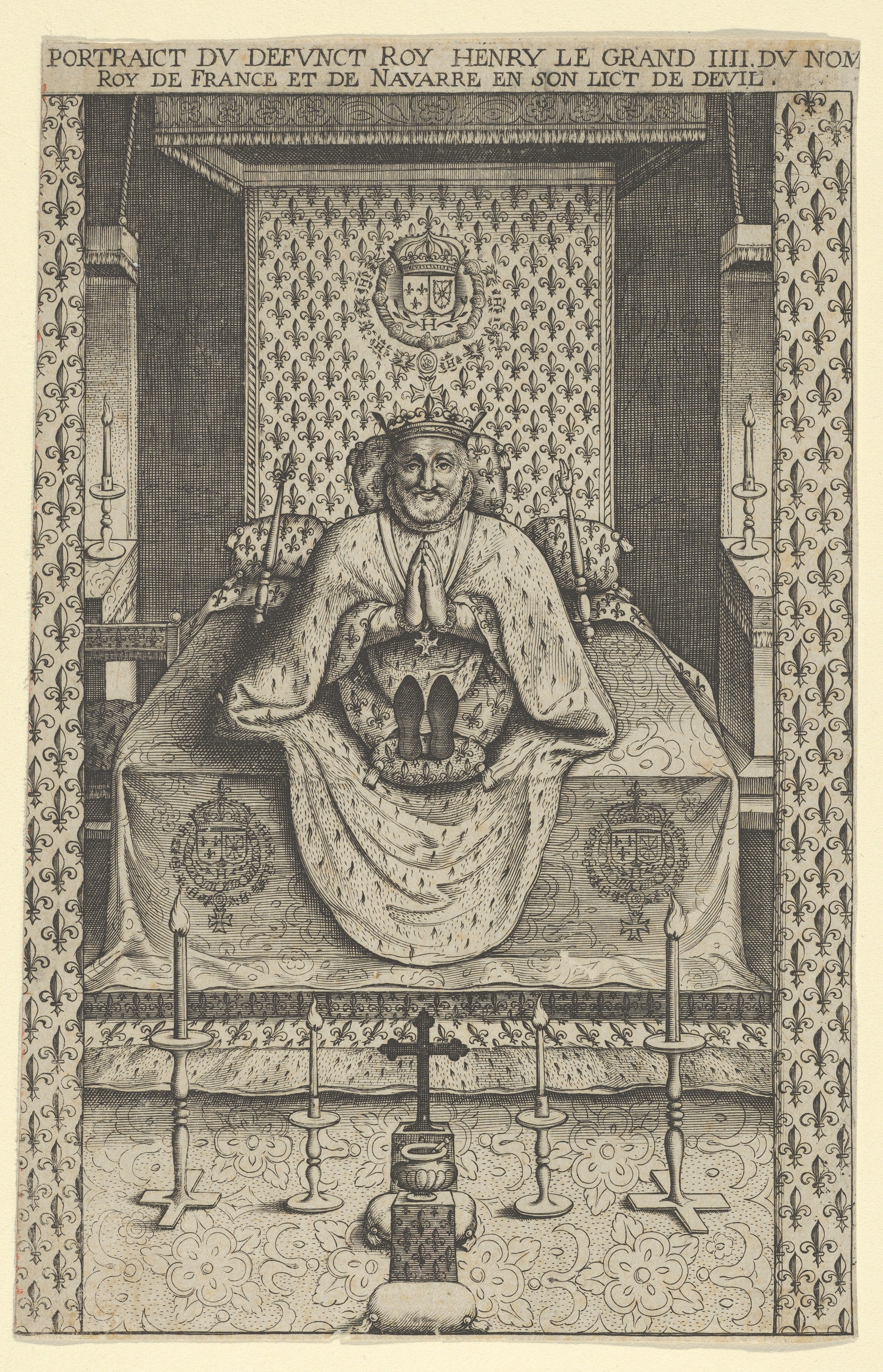
Le défunt Henri IV dans son lit de mort, édité par Firens, 1610.

Fils de Guillaume Firens, il s'est formé à Anvers. 
Il séjourne à Lyon entre 1607 et 1611 avant de s'établir définitivement à Paris, mais s'acquitte de la taxe d'ouverture de boutique à Paris dès 1608-1610. Il reçoit la nationalité française en septembre 1607. Pierre Firens exerçait les fonctions de marguillier de la nation flamande de la paroisse Saint-Germain-des-Prés en 1636. 
Il est le père du marchand d'estampes Gaspard Firens (mort en décembre 1649) et grand-père du graveur et éditeur d'estampes Pierre II Firens (né en 1641). Sa veuve Catherine van Bœckel (ou : Van Boucle) lui succède puis cède le fonds en plusieurs fois (nov. 1640 - nov. 1642) à sa fille Jeanne Firens et à son gendre François Paufi.